# Treinadores do Santos Futebol Clube
Lista de todos os treinadores da história do Santos.

## Treinadores
Futebol amador
| Treinador           | Período     | Principais Títulos |
| ------------------- | ----------- | ------------------ |
| Harold Cross        | 1912        |                    |
| Urbano Caldeira     | 1913 – 1915 |                    |
| Juan Carlos Bertone | 1916 – 1919 |                    |
| Ramón Platero       | 1920 – 1922 |                    |
| José Caetano Munhoz | 1923        |                    |
| Urbano Caldeira     | 1924 – 1932 |                    |
| Ramón Platero       | 1929 – 1931 |                    |

Futebol profissional
| Treinador                       | Período     | Principais Títulos |
| ------------------------------- | ----------- | --- |
| Joaquim Loureiro                | 1933        | |
| Bororó                          | 1933        | |
| Pedro Mazullo                   | 1934        | |
| Caetano de Domenico             | 1934 – 1935 | |
| Bilu                            | 1935 – 1937 | Campeonato Paulista de 1935 (LPF) |
| Franz Gaspar                    | 1937        | |
| Alzemiro Ballio                 | 1937        | |
| Camarão                         | 1937 – 1939 | |
| Flávio Costa                    | 1938        | |
| José de Arruda Penteado         | 1938        | |
| Eugênio Wansuit                 | 1938        | |
| Isaac Goldenberg                | 1939 – 1940 | |
| Bilu                            | 1940        | |
| Darío Letona                    | 1940 – 1941 | |
| José Castelli                   | 1942        | |
| Ademar Pimenta                  | 1943        | |
| Ricardo Díez                    | 1944        | |
| De Maria                        | 1944        | |
| Bilu                            | 1945        | |
| Abel Picabéa                    | 1946 – 1947 | |
| Diego Ayala                     | 1948        | |
| Albertinho                      | 1948        | |
| Osvaldo Brandão                 | 1948 – 1950 | |
| Caetano de Domenico             | 1950        | |
| Artigas                         | 1951 – 1953 | |
| Luiz Comitante                  | 1951        | |
| Niginho                         | 1951        | |
| Antoninho Fernandes             | 1951        | |
| Aymoré Moreira                  | 1952        | |
| Antoninho Fernandes             | 1953        | |
| Giuseppe Ottina                 | 1954        | |
| Lula                            | 1955 – 1966 | Copa Intercontinental: 1962, 1963 / Copa Libertadores: 1962, 1963 / Campeonato Brasileiro: 1961, 1962, 1963, 1964, 1965 / Torneio Rio-São Paulo: 1959, 1963, 1964 / 1966 / Campeonato Paulista: 1955, 1956, 1958, 1960, 1961, 1962, 1964, 1965 |
| Antoninho Fernandes             | 1967 – 1971 | Campeonato Paulista: 1967, 1968, 1969 / Campeonato Brasileiro de 1968 / Recopa Intercontinental de 1968 / Supercopa Sulamericana de 1968 |
| Mauro Ramos de Oliveira         | 1971 – 1972 | |
| Jair Rosa Pinto                 | 1972        | |
| Pepe                            | 1972 – 1974 | Campeonato Paulista de 1973 |
| Tim                             | 1974 – 1975 | |
| Pepe                            | 1975        | |
| Olavo                           | 1975 – 1976 | |
| Alfredinho                      | 1976        | |
| José Duarte                     | 1976        | |
| Urubatão                        | 1977        | |
| Otto Glória                     | 1977        | |
| Cidinho                         | 1977        | |
| Ramos Delgado                   | 1977 – 1978 | |
| Mengálvio                       | 1978        | |
| Chico Formiga                   | 1978 – 1979 | Campeonato Paulista de 1978 |
| Clodoaldo                       | 1979        | |
| Ilton Chaves                    | 1979        | |
| Pepe                            | 1979 – 1980 | |
| João Avelino                    | 1980        | |
| Sérgio Clérice                  | 1980 – 1981 | |
| Coutinho                        | 1981        | |
| Daltro Menezes                  | 1981        | |
| Clodoaldo                       | 1982        | |
| Paulo Emílio                    | 1982        | |
| Cilinho                         | 1982        | |
| Chico Formiga                   | 1982 – 1984 | |
| Emmanuele Del Vecchio           | 1984        | |
| Castilho                        | 1984 – 1985 | Campeonato Paulista de 1984 |
| Júlio Espinosa                  | 1986        | |
| Ernesto Marques                 | 1986        | |
| Chico Formiga                   | 1986 – 1987 | |
| Candinho                        | 1987        | |
| Geninho                         | 1987 – 1988 | |
| Carlos Gainete                  | 1988        | |
| Marinho Peres                   | 1988 – 1989 | |
| Raul Pratalli                   | 1989        | |
| Nicanor de Carvalho             | 1989        | |
| Pepe                            | 1989 – 1990 | |
| Cabralzinho                     | 1991        | |
| Ramiro Valente                  | 1991        | |
| Écio Pasca                      | 1991        | |
| Ademar Ribeiro                  | 1991        | |
| Rubens Minelli                  | 1991 – 1992 | |
| Geninho                         | 1992        | |
| Joaquim Pitanga                 | 1992        | |
| Evaristo de Macedo              | 1993        | |
| Antônio Lopes                   | 1993        | |
| Pepe                            | 1993 – 1994 | |
| Serginho Chulapa                | 1994        | |
| Joãozinho                       | 1994 – 1995 | |
| Coutinho                        | 1995        | |
| Cabralzinho                     | 1995 – 1996 | |
| Candinho                        | 1996        | |
| Orlando Amarelo                 | 1996        | |
| José Teixeira                   | 1996        | |
| Vanderlei Luxemburgo            | 1997        | Torneio Rio-São Paulo de 1997 |
| Emerson Leão                    | 1998 – 1999 | Copa Conmebol de 1998 |
| Paulo Autuori                   | 1999        | |
| Carlos Alberto Silva            | 1999 – 2000 | |
| Giba                            | 2000        | |
| Carlos Alberto Parreira         | 2000        | |
| Geninho                         | 2001        | |
| Serginho Chulapa                | 2001        | |
| Cabralzinho                     | 2001        | |
| Celso Roth                      | 2002        | |
| Emerson Leão                    | 2002 – 2004 | Campeonato Brasileiro de 2002 |
| Márcio Fernandes (interino)     | 2004        | |
| Vanderlei Luxemburgo            | 2004        | Campeonato Brasileiro de 2004 |
| Oswaldo de Oliveira             | 2005        | |
| Alexandre Gallo                 | 2005        | |
| Nelsinho Baptista               | 2005        | |
| Serginho Chulapa (interino)     | 2005        | |
| Vanderlei Luxemburgo            | 2006 – 2007 | Campeonato Paulista: 2006, 2007 |
| Emerson Leão                    | 2008        | |
| Cuca                            | 2008        | |
| Márcio Fernandes                | 2008 – 2009 | |
| Serginho Chulapa (interino)     | 2009        | |
| Vagner Mancini                  | 2009        | |
| Vanderlei Luxemburgo            | 2009        | |
| Dorival Júnior                  | 2010        | Campeonato Paulista de 2010 / Copa do Brasil de 2010 |
| Marcelo Martelotte (interino)   | 2010        | |
| Adílson Batista                 | 2011        | |
| Marcelo Martelotte (interino)   | 2011        | |
| Muricy Ramalho                  | 2011 – 2013 | Campeonato Paulista: 2011, 2012 / Copa Libertadores de 2011 / Recopa Sul-Americana de 2012 |
| Claudinei Oliveira              | 2013        | |
| Oswaldo de Oliveira             | 2014        | |
| Enderson Moreira                | 2014 – 2015 | |
| Marcelo Fernandes               | 2015        | Campeonato Paulista de 2015 |
| Dorival Júnior                  | 2015 – 2017 | Campeonato Paulista de 2016 |
| Elano (interino)                | 2017        | |
| Levir Culpi                     | 2017        | |
| Elano (interino)                | 2017        | |
| Jair Ventura                    | 2018        | |
| Serginho Chulapa (interino)     | 2018        | |
| Cuca                            | 2018        | |
| Jorge Sampaoli                  | 2019        | |
| Jesualdo Ferreira               | 2020        | |
| Cuca                            | 2020 – 2021 | |
| Marcelo Fernandes (interino)    | 2021        | |
| Ariel Holan                     | 2021        | 12 jogos |
| Marcelo Fernandes (interino)    | 2021        | |
| Fernando Diniz                  | 2021        | 31 jogos |
| Fábio Carille                   | 2021 – 2022 | 27 jogos |
| Marcelo Fernandes (interino)    | 2022        | |
| Fabián Bustos                   | 2022        | 30 jogos |
| Marcelo Fernandes (interino)    | 2022        | |
| Lisca                           | 2022        | 8 jogos |
| Orlando Ribeiro (interino)      | 2022        | |
| Odair Hellmann                  | 2023        | 34 jogos |
| Claudiomiro Santiago (interino) | 2023        | |
| Paulo Turra                     | 2023        | 7 jogos |
| Diego Aguirre                   | 2023        | 5 jogos |
| Marcelo Fernandes               | 2023        | 15 jogos |
| Fábio Carille                   | 2023 – 2024 | Campeonato Brasileiro de 2024 - Série B |
| Leandro Zago (interino)         | 2024        | |
| Pedro Caixinha                  | 2024 – 2025 | |
| César Sampaio (interino)        | 2025        | |
| Cléber Xavier                   | 2025        | |

## Estatísticas
Estatísticas dos treinadores com mais de 50 jogos no comando do Santos a partir do ano da profissionalização. Atualizado até 21 de fevereiro de 2021.